# Mount Plummer (Palmerland)
Mount Plummer ist ein 1474 m hoher und durch seinen steilwandigen Gipfelgrat markanter Nunatak im Palmerlands auf der Antarktischen Halbinsel. Er ragt 8 km westnordwestlich des Mount Heer auf.
Das UK Antarctic Place-Names Committee benannte ihn 2017. Namensgeber ist der US-amerikanische Geologe Charles C. Plummer vom United States Geological Survey, der von 1969 bis 1970 im Palmerland tätig war.